# LINE旅遊
LINE旅遊（英語：LINE Travel）是一個LINE提供的旅遊電商平台，使用者能透過LINE旅遊預訂旅館、購買機票、訂購一日遊行程等，並獲得LINE POINTS回饋。除此之外，即將出遊的使用者還能閱讀世界各地的旅行資訊、並用行程規劃工具和旅伴們一起安排行程。

## 歷史
LINE旅遊 於2018年11月28日正式上線，目前與雄獅旅遊、AsiaYo、Agoda、Booking.com、Klook、KKday、ezTravel、Skyscanner、HotelsCombined及旅遊咖等廠商合作，提供多元旅遊服務。

## 服務介紹
LINE旅遊 主要結合LINE線上通訊聊天、分享記事等功能，讓使用者能在LINE上解決行程討論與規劃、網路訂房、機票預訂、優惠券查詢等需求，甚至也能在線上完成預訂旅遊行程服務和閱讀世界各地的旅行資訊。
使用LINE旅遊預訂旅遊行程，使用者能在LINE旅遊的個人訂單介面檢視所有合作商家的訂單明細，在結帳時還能獲得LINE POINTS回饋，讓使用者於更多LINE服務或線下消費使用。

## 服務項目
- 行程規劃
- 住宿、機票比價
- 預訂飯店/機票/體驗/團體旅遊行程
- 整合行程訂單項目
- 旅遊精選文章/行程
- 優惠券/折扣碼 提供與下載
- 景點搜尋/收藏

## 媒體報導
- 欣傳媒 （页面存档备份，存于）
- 數位時代 （页面存档备份，存于）
- 聯合新聞網 （页面存档备份，存于）